# Frumaire
Frumaire (en espagnol Frumario) était le roi du sud du royaume suève de 459 jusqu'à sa mort en 463, date à laquelle il fut détrôné par Rémismond, celui qu'il avait lui-même détrôné en 459.

## Biographie
Il règne uniquement sur le sud du royaume, notamment en Galice, où il fait prisonnier l'évêque de Chaves, Hydace (Idace), alors que le nord est sous la domination de Réchimond.
L'intégralité de son règne est une succession de guerres contre ses deux concurrents, Rémismond et Réchimond.

### Sources
- en:Frumar